# Olathe (Colorado)
Olathe è un comune (town) degli Stati Uniti d'America della contea di Montrose nello Stato del Colorado. La popolazione era di 1 849 abitanti al censimento del 2010.
Un ufficio postale chiamato Olathe è in funzione dal 1896. La comunità deve il suo nome all'omonima città nel Kansas.

## Geografia fisica
Secondo lo United States Census Bureau, la città ha una superficie totale di 3,76 km², dei quali 3,76 km² di territorio e 0 km² di acque interne (0% del totale).

## Società

### Evoluzione demografica
Secondo il censimento del 2010, la popolazione era di 1 849 abitanti.

### Etnie e minoranze straniere
Secondo il censimento del 2010, la composizione etnica della città era formata dal 64,36% di bianchi, lo 0,38% di afroamericani, l'1,24% di nativi americani, lo 0,32% di asiatici, lo 0,05% di oceanici, il 30,07% di altre razze, e il 3,57% di due o più etnie. Ispanici o latinos di qualunque razza erano il 49,97% della popolazione.